# Laura Robles Marcuello
Laura Robles Marcuello (21 de julio de 1981) es una percusionista, reconocida por su ejecución en el cajón. Su interpretación de este instrumento al incorporar técnicas innovadoras y un estilo único que le ha dado un reconocimiento internacional. Además de su labor como cajonera, es bajista, compositora, educadora e investigadora de ritmos tradicionales.

## Biografía
Laura Robles Marcuello nació el 21 de julio de 1981 en Swaziland, de padre peruano y madre argentina. La familia se mudó a Lima cuando Laura era muy pequeña y fue criada en esta ciudad.
Su incursión en la tradición musical afroperuana comenzó a los cuatro años bajo la guía del maestro Amador “Chebo” Ballumbrosio. Posteriormente, continuó su formación con Juan "Cotito" Medrano, reconocido por su trabajo con Susana Baca.
A los 13 años, fue aceptada en el Instituto Negro Continuo, dirigido por Susana Baca, donde profundizó en el folklore cubano, la música popular y las complejas tradiciones musicales de la cultura yoruba.

## Trayectoria musical
A partir del 2012, Robles es reconocida como una de las intérpretes más influyentes del cajón en Perú, un instrumento central del folklore afroperuano con raíces en la percusión de África Occidental.
Laura Robles fundó las exitosas agrupaciones Astrocombo y Stretch it to the Limit, así como la iniciativa socioeducativa Parió Paula Percusión. A lo largo de su trayectoria, ha colaborado con compañías de teatro y danza, además de presentarse con algunos de los músicos más destacados de Perú en festivales internacionales en América Central, América del Sur, Estados Unidos y España.
En 2012 se trasladó a Berlín, donde en 2014 recibió el Studio Prize de la Ciudad de Berlín con la versión berlinesa de Astrocombo. Desde entonces, ha trabajado con artistas como Johannes Lauer, Joscha Oetz, Almut Kühne, Ahmed Soura, Uli Kempendorff, Greg Cohen, Simon Nabatov, Niels Klein, Pablo Held Trio, Wanja Slavin, Christian Weidner, Bodek Janke, MORF, DUS-TI, Berlin Art Orchestra y Lauer Large.
Ha trabajado en diversas iniciativas, como solista o en grupo, entre ellas Los Padres de Emilio, Tripas, Perfektomat, Camina y Antigroove.
En 2024, participó en el Heroines of Sound Festival, presentándose el 13 de julio junto a Julia Mihály y Teresa Riemann.

## Proyectos musicales

### Rhythm & Memory
Rhythm & Memory, nació como parte de un proyecto musical audiovisual realizado por Miguel Buenrostro en 2022; concierto grabado en el Sinema Transtopia de Berlín, el 5 de junio de 2022.
Esta primera edición se basó en el encuentro de 2 mujeres conectadas por la percusión, Huguette Tolinga Lola y Laura Robles. Ambas percusionistas se reunieron en una sesión de improvisación en el Laboratoire Kontempo de Berlín. Venciendo distancia y fronteras transnacionales, y a pesar de sus diferencias lingüísticas, las dos se comunicaron con facilidad a través de la música.

### Rhythm & Memory Vol. 2
Rhythm & Memory Vol. 2, realizado en el 2023, es la segunda edición del proyecto Rhythm & Memory de Miguel Buenrostro; grabado en el Pantopia Festival Vol. 5, el 23 de septiembre de 2023.
Concebido como una exploración de los ritmos tradicionales de Corea, interpretados por Bo-Sung Kim, en sintonía con los ritmos afroperuanos de la costa, interpretados por Laura Robles.

### Agua Dulce (2023)
Album debut colaborativo realizado por Laura Robles y Alejandra Cárdenas, conocida artísticamente como Ale Hop. Lleva el nombre de una de las playas más populares de Lima (Perú), donde ambas artistas crecieron. Fue presentado en el Festival Unsound de 2023.
Con este proyecto, las artistas buscaron reinventar el cajón peruano dentro de un lenguaje contemporáneo, explorando su esencia sonora y su historia. Para ello, deconstruyen los ritmos tradicionales de la costa peruana y desafían el uso convencional del cajón en el género de “música del mundo”.